# Grimanesa Jiménez
Grimanesa Ethel Jiménez Lockett (Santiago de Chile, 21 de mayo de 1937-18 de septiembre de 2023) fue una actriz chilena.

## Biografía
Nació en Santiago el 21 de mayo de 1937. Hija de Roberto Jiménez Ruz y Grimanesa Lockett Romero. Sus antepasados maternos se radican en Cheshire, Reino Unido.  Por parte paterna, es sobrina segunda de la también actriz Luz Jiménez Ormeño. 
Su infancia la vivió en Santiago, y luego en Iquique, debido a los compromisos laborales de su padre. 
Contrajo matrimonio con Jorge Mathieu Calffas, de quien se divorció. Ambos fueron padres de Mauricio Mathieu y Claudia Mathieu.

### Estudios
Sus estudios primarios los cursó en los liceos de educación pública Trinity College y María Auxiliadora en Iquique. En 1952 regresó a Santiago y terminó sus cursos secundarios en el Colegio Alianza Francesa de Vitacura.
En 1956 ingresó a la Escuela de Teatro Experimental de la Universidad de Chile. Rindió el examen de admisión junto a Alejandro Sieveking. Desistió de sus estudios en 1957 y egresó en 1961. Obtuvo su título profesional en la Pontificia Universidad Católica de Chile (PUC) en 1979. En 1972 ingresó a estudiar ópera en el Conservatorio Nacional de Música de Santiago. 

## Carrera artística
Su debut en teatro fue en 1959, cuando convocada por la reputada compañía francesa Comédie-Française que se encontraba en Chile. En la obra compartió roles con Víctor Jara.
Durante la década de 1960 y 1970, trabajó como docente de educación vocal en la Universidad de Chile y en la Pontificia Universidad Católica de Chile (PUC). Tras el golpe de Estado de Augusto Pinochet y las difíciles normas de la dictadura cívico-militar, se enfrentó a la cesantía.
Debutó en televisión en La colorina (1977) de Televisión Nacional de Chile por una invitación de Arturo Moya Grau. En 1982 obtuvo el cargo de directora de escena del Teatro Municipal de Santiago.
Entre 1989 y 1994 fue parte del reparto de la sitcom Los Venegas de Chilefilms, transmitida por Televisión Nacional de Chile, donde interpretó a Diana Smith, alías La Jirafa, rol que le significó reconocimiento popular.
En 2020 se unió al programa de concursos MasterChef Celebrity de Canal 13, grabado en estudios de Colombia. Por su participación, la actriz alcanzó gran popularidad en redes sociales.
En 2021 obtuvo el papel principal de Las mujeres de mi casa, filme que ganó el Premio Sanfic a la Mejor película, y además, recibió una nominación a la Mejor actriz protagónica de cine en los Premios Caleuche de 2023. Al año siguiente, protagonizó junto a Daniela Vega el filme Run Over, de Gopal Ibarra y Visnu Ibarra.
En mayo de 2023 protagonizó el episodio La visita de la tía Pita de la serie Casado con hijos de Mega. Mientras en junio del mismo año, en teatro protagonizó la obra Se vende, con abuela incluida, dirigida por Felipe Díaz.
Antes de su deceso en septiembre de 2023, Grimanesa Jiménez esperaba el estreno de los filmes La deuda y Patio de chacales, de rodó durante el 2022.

## Muerte
Grimanesa Jiménez murió el 18 de septiembre de 2023 a la edad de 86 años. Su deceso fue anunciado públicamente por ChileActores. A mediados de agosto del mismo año, la actriz sufrió un accidente cerebrovascular que la mantuvo internada en el Hospital Militar de Santiago.
Fue velada el 19 de septiembre de 2023 en la sede principal de Sidarte en Recoleta, donde recibió la compañía de sus familiares, amigos y círculo artístico más cercano. Sus restos fueron sepultados en el Cementerio General de Santiago.

## Filmografía

### Cine
| Año  | Título                          | Director                    | Ref. |
| ---- | ------------------------------- | --------------------------- | ---- |
| 1982 | Historia de un roble solo       | Silvio Caiozzi              |      |
| 1983 | El 18 de los García             | Claudio di Girolamo         |      |
| 1988 | Consuelo                        | Luis R. Vera                |      |
| 1989 | Todo por nada                   | Alfredo Lamadrid            |      |
| 1990 | ¡Viva el novio!                 | Gerardo Cáceres             |      |
| 1995 | La rubia de Kennedy             | Arnaldo Valsecchi           |      |
| 1999 | Southern Cross                  | James Becket                |      |
| 2008 | Te creís la más linda           | Che Sandoval                |      |
| 2013 | La pasión de Michelangelo       | Esteban Larraín             |      |
| 2020 | Un Domingo de Julio en Santiago | Gopal Ibarra y Visnu Ibarra |      |
| 2021 | Las mujeres de mi casa          | Valentina Reyes             |      |
| 2022 | Run Over                        | Gopal Ibarra y Visnu Ibarra |      |
| 2023 | La deuda                        | Jorge Mege                  |      |
| 2025 | Patio de Chacales               | Diego Figueroa              |      |

### Cortometrajes
| Año  | Título                     | Director          | Ref. |
| ---- | -------------------------- | ----------------- | ---- |
| 2000 | Cielo y cielo, mar con mar | Mauricio García   |      |
| 2007 | Noviembre                  | Dominga Sotomayor |      |
| 2009 | Escorbo                    | Dominga Sotomayor |      |
| 2021 | Sacudirnos el polvo        | Yerko Ravlic      |      |

## Televisión

#### Telenovelas
| Año  | Título                         | Personaje                  | Ref. |
| ---- | ------------------------------ | -------------------------- | ---- |
| 1977 | La colorina                    | Alba Montecinos            |      |
| 1982 | Alguien por quien vivir        | Roberta                    |      |
| 1983 | La noche del cobarde           | Bárbara Villarrobles       |      |
| 1984 | Los títeres                    | Gertrudis Müller           |      |
| 1984 | La torre 10                    | Bessy Miller               |      |
| 1985 | El prisionero de la medianoche | Piedad Ramos               |      |
| 1986 | La dama del balcón             | Clotilde Domínguez         |      |
| 1987 | La última cruz                 |                            |      |
| 1988 | Semidiós                       | Leontina Acevedo           |      |
| 1989 | La intrusa                     | Silvia                     |      |
| 1991 | Villa Nápoli                   | Clarisa Díaz               |      |
| 1993 | Marrón Glacé                   | Leyla Panayotaros          |      |
| 1993 | Ámame                          | Iris López                 |      |
| 1994 | Rojo y miel                    | Carmen Bustos              |      |
| 1996 | Marrón Glacé, el regreso       | Leyla Panayotaros          |      |
| 2003 | Pecadores                      | Paz Pino                   |      |
| 2004 | Hippie                         | Ignacia Risopatrón         |      |
| 2006 | Floribella                     | Hilda Polga                |      |
| 2007 | Papi Ricky                     | Fresia Huaiquimán          |      |
| 2012 | Gordis                         | Hedda Ruttenmeyer          |      |
| 2013 | Graduados                      | Marta Quiñones             |      |
| 2014 | Chipe libre                    | Gladys                     |      |
| 2014 | Caleta del sol                 | Myriam Paredes             |      |
| 2017 | Soltera otra vez 3             | Francisca ''Kika'' Sánchez |      |
| 2018 | Isla Paraíso                   | Sor Brígida                |      |
| 2019 | Gemelas                        | Julia Saavedra             |      |

#### Series y unitarios
| Año       | Título                      | Personaje               | Notas                               |
| --------- | --------------------------- | ----------------------- | ----------------------------------- |
| 1982      | La princesa Panchita        |                         | Elenco principal                    |
| 1989      | Contigo pan y caviar        |                         | Elenco principal                    |
| 1989-1994 | Los Venegas                 | Diana Smith "La Jirafa" | Elenco principal                    |
| 1997      | Las historias de Sussi      | Estela Santa María      | Episodio: Sussi rehén               |
| 1998      | Los Cárcamo                 | Carmen Negrete          | Recurrente                          |
| 2002      | El día menos pensado        | Juana                   | Episodio: Estado de coma            |
| 2004      | Justicia para todos         | Karina                  | Episodio: La fruta prohibida        |
| 2004      | Loco por ti                 | Sylvia Selmann          | Recurrente                          |
| 2005      | La Nany                     | Silvia Cárdenas         | Elenco principal                    |
| 2004-2009 | BKN                         | Miss Helga              | Recurrente                          |
| 2008      | Mea culpa                   | Sonia                   | Episodio: El amor de madre          |
| 2009      | Aquí no hay quien viva      | Maruja Moraga           | Elenco principal                    |
| 2013      | Infieles                    | Rosa / Elena            | 2 episodios                         |
| 2014      | Los 80                      | Madre Superiora         | Episodio: ¿Para qué ser como antes? |
| 2014      | El hombre de tu vida        | Madre de Gloria         | 1 episodio                          |
| 2014      | Lo que callamos las mujeres | Clara                   | Episodio: Un accidente me quitó...  |
| 2016      | Once comida                 | Madre de Rodolfo        | 1 episodio                          |
| 2017      | Irreversible                | Madre de Ricardo        | Episodio: El pretendiente           |
| 2018      | Casa de Angelis             | Carmen Solari           | Recurrente                          |
| 2019      | Amor en línea               | Yaya                    | Elenco principal                    |
| 2019      | Divas                       | Dorotea                 | Elenco principal                    |
| 2022      | Los Espookys                | La Araña                | Episodio: Los espíritus             |
| 2023      | Casado con hijos            | Pita Larraín            | Episodio: La visita de la tía Pita  |
| 2024      | Baby Bandito                | Abuela de Kevin Tapia   | Recurrente                          |

### Programas de televisión
- El teatro de José Vilar (1979) - Actriz
- La hora de Juan Pérez (1983) - Dra. Ramodi
- Teatro en Canal 13 (1998) - Actriz invitada (5 episodios)
- Teatro en Chilevisión (2007) - Actriz invitada (2 episodios).
- MasterChef Celebrity Chile (2020) - Concursante.[13]
- La divina comida (2021) - Participante.

## Teatro
- La comedie francaise (1959)
- El carrusel matrimonial (1961)
- Burgués gentil hombre (1977)
- Extraña pareja (1980)
- Sueños de mala muerte (1981)
- Tres mujeres y un fantasma (1991)
- ¡Cierra esa boca, Conchita! (1992)
- Brujas  (1995)
- Mi mamá (1997)
- Hoy Juliette (2000)
- Mama Rosa (2009)
- La prueba o el buen Simón Korach  (2011)
- Víctor sin Víctor Jara (2014)
- La invitación 1 (2014)
- El velorio (2017)
- La vergüenza de la familia (2017)
- Conmemoración de la alegría que no llegó (2019)
- El terror de vivir en un país como este (2020) como Lucía Hiriart
- La belleza de Judith (2021)
- La rebelión de las voces (2022)
- Casting, actrices secundarias (2022)
- Se vende, con abuela incluida (2023)

## Premios y nominaciones
- 1982: Premios Apes a la Mejor actriz de reparto

- 2011: Nominación - Premio Pedro Sienna a la Mejor actriz secundaria de cine por Te creís la más linda...

- 2023: Nominación - Premio Caleuche a la Mejor actriz protagónica de cine por Las mujeres de mi casa

## Reconocimientos
- 2021: Encuentro de Teatro para Chillán (Entepach), le otorgó el Premio Enrique Gajardo a la Trayectoria.[14]